# 正路镇
正路镇，是中华人民共和国甘肃省白银市景泰县下辖的一个乡镇级行政单位。
2014年，甘肃省民政厅批复同意撤销正路乡，设立正路镇。

## 行政区划
正路镇下辖以下地区：
砂河井村、双墩村、正路村、细巷子村、川口村、大滩村、石井村、兔窝村、峡儿水村、冯家水村、长川村、三墩村、红岘村、黄崖村、拉牌村和黄羊趟村。